# Hlinná
Hlinná (deutsch: Hlinay) ist eine Gemeinde in Tschechien, gelegen im Böhmischen Mittelgebirge im Okres Litoměřice.

## Geschichte
Unweit des Ortes – an der Verbindungsstraße Litoměřice–Sebuzín – befand sich im 19. Jahrhundert ein Braunkohlenbergwerk. Eine Häusergruppe an der Straße wird auch heute noch U Mašínů genannt. Heute sind von dem einstigen Schacht kaum mehr Reste im Gelände auszumachen.

## Gemeindegliederung
Die Gemeinde Hlinná besteht aus den Ortsteilen Hlinná (Hlinay),  Kundratice (Kundratitz), Lbín (Welbine) und  Tlučeň (Tlutzen).
Das Gemeindegebiet gliedert sich in die Katastralbezirke Hlinná, Lbín und Tlučeň.

## Sehenswürdigkeiten
- Hradiště u Hlinné (Radischken) – Naturschutzgebiet
- Plešivec (Eisberg) – Naturschutzgebiet

## Persönlichkeiten
- Hermann Dietze (* 1900 in Welbine; † 1967 in Rottach-Egern), Pädagoge und Maler